# Barahona
Barahona, , também conhecida como Santa Cruz de Barahona, é a principal cidade da província homónima, no sul da República Dominicana.
Sua população estimada em 2012 era de 82 227 habitantes.